# Nili (distrikt)
Nili är ett distrikt i Afghanistan. Det ligger i provinsen Daykondi, i den centrala delen av landet, 300 km väster om huvudstaden Kabul. Arean är 445 kvadratkilometer. Administrativt centrum är staden Nili.
Distriktet beräknades år 2022 ha cirka 44 000 invånare.